# Scarabaeus dioscoridis
Scarabaeus dioscoridis är en skalbaggsart som beskrevs av Rudolph Petrovitz 1962. Scarabaeus dioscoridis ingår i släktet Scarabaeus och familjen bladhorningar. Inga underarter finns listade i Catalogue of Life.